# ジャガイモシロシストセンチュウ
ジャガイモシロシストセンチュウ (Globodera pallida) は、茎線虫目に属する線虫の一種。植物、特にジャガイモの病原体としてよく知られる。作物に大きな損害を与えることから、経済的に最も重要な植物寄生性線虫の一つだと考えられている。また、シストを形成する線虫を研究する上でのモデル生物としても利用されている。英名にはpotato cyst nematode, white potato cyst nematode, pale potato cyst nematode, potato root eelworm, golden nematode, pale cyst nematodeなどがある。

## 解説
雌の体型は球形で、厚い網目状のクチクラを持つ。雌は体内に卵を保持したまま死に、褐色のシストとなる。生時の雌の体色は白から乳白色。ジャガイモシストセンチュウと外見的に似ているが、こちらは生時の雌の体色が黄色い点で異なっている。
雄の体型は蠕虫状で、C字やS字に捻れている。2014年に全ゲノムの解読が達成されている。

## 分布
本種はアンデス山脈を起源とするとみられるが、現在では温帯を中心に55の国家に広まっている。シストは非常に小さく頑強であるため土壌粒子の中でも生存可能で、農機具などの貿易や農業用水に乗って全世界に運ばれる。主要な宿主は、南アメリカから全世界へと広まったジャガイモである。ナス科に含まれるトマト、ナスなどの作物や、イヌホオズキなどの雑草に感染することも可能である。
幼虫は植物の根を摂食する。受精卵は雌の体内で成長し、雌が死んで堅固なシストとなると成熟した卵はその内部で保護されることとなる。シスト内の卵は最大で30年生存する。シストは根から外れて土壌内に落ち、土壌の輸送とともに運ばれる。感染を受けた植物は黄色く変色して萎れ、葉が脱落する。

## 農業被害
特にヨーロッパにおいて農業害虫として重要である。イギリスだけで見ても、本種により年間およそ5000万ポンドの経済的損失が生じている。感染拡大を防ぐための最善管理慣行を定めた法律が発効している。国境を越えた土壌とジャガイモの輸送は検疫により監視されている。農具の除染、土壌の線虫検査、汚染土壌の除去が行われているほか、病原性の高い線虫の出現を防ぐために、感染に耐性のある栽培品種とない品種を交互に栽培することも行われている。さらに、対抗植物（ハリナスビなどの、根からふ化促進物質を分泌するが線虫が寄生できない植物）も導入されている。
現在では本種はほぼ全世界で見られるが、米国では厳しい検疫が行われてほぼ排除されている。例外的に、2006年にはアイダホ州で大流行が発生した。日本はこの流行を受けて、数年間にわたってアメリカからのジャガイモ輸入を禁止した。

### 日本への侵入
2015年（平成27年）8月北海道網走市内の圃場に侵入した事が確認された。植物防疫所は、植物防疫法（昭和25年法律第151号）に基づき2016年（平成28年）10月23日から緊急防除が開始された。